# Туен Мун
Туен Мун (屯門) град је Кини у покрајини Хонгконг. Према процени из 2009. у граду је живело 524.046 становника.

## Становништво
Према процени, у граду је 2009. живело 524.046 становника.
| 1990.   | 2000.   | 2009    |
| ------- | ------- | ------- |
| 380.683 | 488.831 | 524.046 |